# Florian Bierbaumer
Florian Bierbaumer (5 ottobre 1998) è un giocatore di football americano austriaco, che gioca come wide receiver per i Vienna Vikings della European League of Football.
Ha militato per i Graz Giants dal 2016 al 2021 e fa parte della nazionale austriaca di football americano, con la quale ha disputato l'Europeo 2021.